# Олимпийский проспект (Мытищи)
Олимпи́йский проспе́кт — одна из главных улиц города Мытищи.

## История
До 1975 года к западу от железной дороги Ярославского направления по территории современного Олимпийского проспекта через село Рупасово и вблизи Челноковского парка проходила улица Большая Рупасовская, она соединяла Мытищи с дорогой на Пирогово. А с восточной стороны железной дороги на месте Олимпийского проспекта были 1-я, 2-я и 3-я Спортивные улицы, располагавшиеся вблизи стадиона «Торпедо».
Для того, чтобы въехать в Мытищи, приходилось ехать через Перловку или через ж/д переезд в старых Мытищах на ул. Коминтерна. Необходимо было осуществить прямое сообщение через Ярославское шоссе и проложить удобную автостраду к стрельбищу «Динамо», где должны были пройти соревнования стрелков на Олимпиаде-80. Это был сложный технический проект — над многопутным железнодорожным полотном построить огромный путепровод, снести частный жилой фонд по ул. Коминтерна, 1-й, 2-й и 3-й Спортивным улицам, Челноковский парк и село Рупасово. Строительство проспекта началось в 1975 и закончилось в 1979, за год до Олимпиады-80. Было предложено в честь этого события назвать проспект Олимпийским. Вдоль проспекта с тех пор началась интенсивная многоэтажная жилая застройка, появились новые районы.
10 июня 1980 года исполком Мытищинского горсовета принял решение о переименовании 1-й и 2-й Спортивных улиц и Большой Рупасовской в Олимпийский проспект «в целях сохранения исторических событий, происходящих в городе Мытищи и в связи со строительством новой городской магистрали в год XXII Олимпийских игр». В 1987 году наименование Олимпийский проспект получает дорога на участке от Ярославского шоссе до пионерского лагеря «Восток».
Несмотря на это, один из отрезков улицы, отходящий с южной стороны к Шараповскому проезду, до сих пор называется Большой Рупасовской улицей.

## Трасса
Олимпийский проспект берёт своё начало от Ярославского шоссе, пронзает город, переходя через железнодорожные пути по путепроводу, и на границе города переходит в Пироговское шоссе. Проспект пересекает улицы Академика Каргина, Шараповский проезд, 1-ю и 2-ю Пролетарские, Индустриальную, Белобородова, 1-й Рупасовский переулок, Волковское шоссе, Комбиферма.

## Транспорт
По Олимпийскому проспекту ходят автобусы:
- 3 (пл. Перловская — мкр. Дружба) [2]
- 5 (ст. Мытищи — мкр. Леонидовка)
- 10 (мкр. Леонидовка — а/с Мытищи — ул. Сукромка)
- 19 (14-й микрорайон — а/с Мытищи — МГУЛ)
- 22 (а/с Мытищи — Пироговский) [3]
- 23 (а/с Мытищи — Пироговский — Пестово) [4]
- 26 (а/с Мытищи — Пироговский — Чиверёво) [5]
- 28 (г. Королёв (ул. Силикатная) — ст. Болшево — ст. Подлипки — ст. Мытищи) [6]
- 31 (а/с Мытищи — Пироговский — Поведники — Марфино) [7]
- 314 (а/с Мытищи — Пироговский — Москва (м. Медведково)) [8]
- 502 (Акулово  — Москва (м. Медведково)) [9]

По Олимпийскому проспекту ходят микроавтобусы:
- 12 (МГКБ — а/с Мытищи — пл. Перловская — Храм Благовещения)
- 13 (мкр. Леонидовка — а/с Мытищи — 6-й микрорайон) [10]
- 16 (ул. Кедрина  — а/с Мытищи — МГСУ)
- 17к (НИИОХ — а/с Мытищи — мкр. Дружба) [11]
- 19 (14-й микрорайон — а/с Мытищи — МГУЛ)
- 21 (ст. Мытищи — ул. Академика Каргина)
- 34 (а/с Мытищи — Здравница) [12]
- 77 (мкр. Леонидовка — а/с Мытищи — ТРЦ "Июнь")
- 567 (мкр. Челюскинский — Москва (м. Бабушкинская)) [13]
- 578 (ст. Мытищи — Москва (м. ВДНХ))

На Олимпийском проспекте расположены остановки:
- МГСУ
- РБК
- ГАИ
- Рупасово
- ул. Белобородова
- Техникум
- БАМ / мкр. Шитикова
- Олимпийский проспект

## Примечательные здания и сооружения

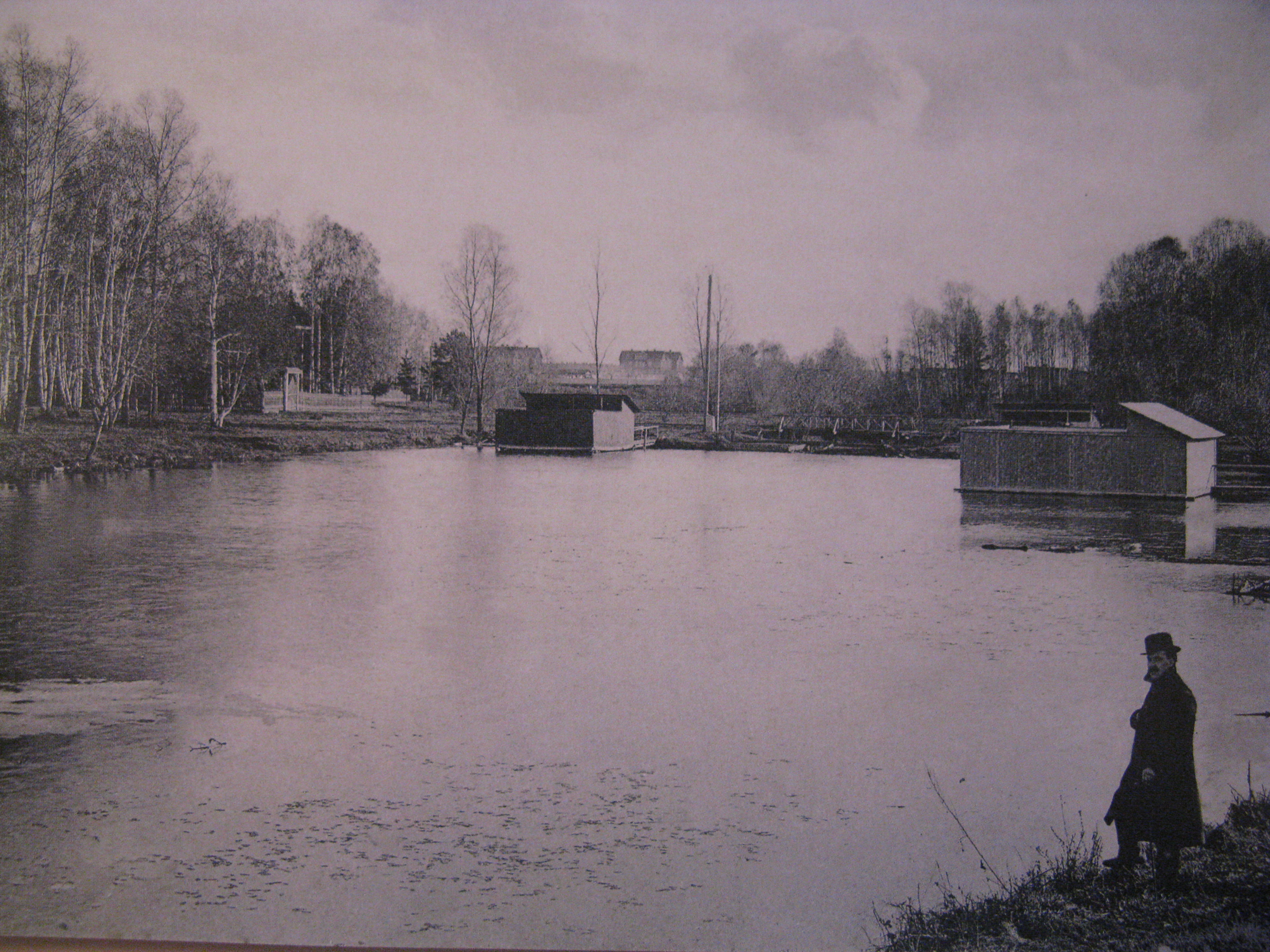
Челноковский парк

- Дом № 12 корп.10 — Торгово-офисный центр «Альта»
- Дом № 13, стр. 1 — ТЦ «Фрегат»
- Дом № 14 — Дом Культуры ММЗ (снесен в 2013г)
- Дом № 16 — один из первых многоэтажных кирпичных жилых домов в Старых Мытищах (1950)
- Дом № 20/1 — ТЦ «БАМ»
- Дом № 15/1 — дом, в котором жил учёный Г. Т. Шитиков; первый кирпичный дом на Военке (1932)
- Дом № 15/5 — МОУ ДОД «Центр компьютерных технологий»
- Дом № 17 — Мытищинский Машиностроительный техникум
- Дом № 21 — ТЦ «Олимп»
- Дом № 29, стр. 1 — ТЦ «Формат»
- Дом № 38 — ЗАО «Завод средств автоматики»
- Дом № 40 — ГИБДД
- Дом № 42 — НИЦПУРО (ИТиТС (Итнститут Техники и Технологий Сервиса))
- Дом № 46/1 — ЗАО «Цериус»
- Дом № 50 — Филиал МГСУ
- Дом № 82 — Мытищинская автомобильная школа

## Перспективы
Расширение проспекта в перспективе не предполагается, однако на нём построят ещё несколько автомобильных развязок.